# Sella di Razzo
La Sella di Razzo (nell'idioma saurano Rotse o Rotze, 1.752 m s.l.m) è un valico alpino delle Alpi Carniche (Dolomiti Carniche), situato in Veneto (Oltrepiave), nel territorio di Vigo di Cadore, non molto lontano dal confine con il Friuli-Venezia Giulia a est, che collega il suddetto comune alla Forcella Lavardet, e alla sottostante Val Frison a ovest e Val Pesarina a est. È uno dei valichi alpini più elevati delle Alpi Carniche assieme alla vicina Sella Ciampigotto e alla Sella di Rioda in Val Lumiei. Attraversata dalla Strada statale 619 di Vigo di Cadore, nei pressi del valico si estende l'altopiano di Casera Razzo ed è circondato da fitti boschi di abeti.